# Indicatif régional 684

Localisation des Samoa américaines.

L'indicatif régional 684 est l'indicatif téléphonique régional qui dessert les Samoa américaines, un territoire non incorporé des États-Unis situé en Océanie.
L'indicatif régional 684 fait partie du Plan de numérotation nord-américain.